# Novi Golubovec
Novi Golubovec je vesnice a správní středisko stejnojmenné opčiny v Chorvatsku v Krapinsko-zagorské župě. Nachází se asi 6 km jihozápadně od Lepoglavy a asi 11 km východně od Krapiny. V roce 2011 žilo v Novém Golubovci 217 obyvatel, v celé opčině pak 996 obyvatel, díky čemuž je Novi Golubovec společně s opčinou Zagorska Sela nejmenší opčinou v Krapinsko-zagorské župě a jednou z nejmenších chorvatských opčin.
Do teritoriální reorganizace v roce 2010 byla opčina Novi Golubovec součástí opčiny Zlatar Bistrica.

## Název
Do roku 1900 byla vesnice známá jako Golubovec Kolodvor (nádraží Golubovec), a až do tohoto roku zde nežili žádní obyvatelé. Mezi lety 1900 až 1931 se vesnice jmenovala Golubovec Veternički podle vesnice Veternica, která je dodnes součástí opčiny. Od roku 1931 se vesnice a opčina jmenuje Novi Golubovec, aby byla odlišena od vesnice Stari Golubovec v sousední opčině Lobor.

## Znak a vlajka
Znak opčiny vyobrazuje bílou holubici letící nad dvěma černými zkříženými kladivy směřujícími dolů, na znaku se zeleným pozadím a černým okrajem. Vlajka zahrnuje uprostřed znak a jinak je celá žlutá.

## Administrativní dělení
Součástí opčiny je celkem pět trvale obydlených vesnic. Největší vesnicí je Velika Veternička s 295 obyvateli, potom Gora Veternička s 238 obyvateli a pak až středisko opčiny Novi Golubovec s 217 obyvateli.
- Gora Veternička – 238 obyvatel
- Novi Golubovec – 217 obyvatel
- Očura – 77 obyvatel
- Velika Veternička – 295 obyvatel
- Veternica – 169 obyvatel

## Doprava
V opčině se nachází křižovatka státních silnic D29 a D35. Rovněž zde procházejí župní silnice Ž2126 a Ž2127. Vesnice je rovněž napojena na železniční trať Varaždin–Golubovec, ta zde však končí.